# 羽曳野市立白鳥小学校
羽曳野市立白鳥小学校（はびきのしりつ はくちょうしょうがっこう）は、大阪府羽曳野市にある公立小学校。
住宅地を校区とし、校区には日本武尊の墓という伝承のある軽里大塚古墳（前の山古墳・白鳥陵古墳とも）が含まれている。学校の北側には、誉田御廟山古墳（伝応神天皇陵）の陪塚に比定されている墓山古墳がある。
島根県安来市立赤江小学校と交流の取り組みをおこなっている。1972年当時、白鳥小学校は林間学校・臨海学校の候補地を探していた。同時期に白鳥小学校教諭に対し、この教諭の学生時代の指導教官だった大阪教育大学教員が「赤江小学校が町の学校と交流を望み、候補校を探している」という話を持ってきた。両校の希望が一致し、翌1973年度より交流活動が始まった。

## 沿革
羽曳野市立古市小学校から分離する形で、1970年に開校した。当初は古市小学校内に仮校舎を設置していたが、1970年10月に現在地に校舎が完成して移転している。
- 1969年 - 校舎建設工事を開始。
- 1970年4月1日 -  羽曳野市立白鳥小学校として開校。
- 1970年10月5日 - 現在地に校舎完成、移転。
- 1973年 - 島根県安来市立赤江小学校との交流活動を開始。

## 通学区域
- 羽曳野市 白鳥、軽里、翠鳥園、桜ヶ丘
- 羽曳野市 栄町（羽曳野市立古市小学校との調整区域）
- 羽曳野市 西浦1丁目の一部（羽曳野市立西浦小学校との調整区域）

卒業生は基本的に羽曳野市立峰塚中学校に進学する。

## 交通
- 近鉄南大阪線・長野線 古市駅 北西へ約750m。